# Amanda Chidester
Amanda Chidester est une joueuse américaine de softball née le 11 avril 1990 à Allen Park. Avec l'équipe des États-Unis, elle a remporté la médaille d'argent aux Jeux olympiques d'été de 2020 à Tokyo.
Elle est championne du monde de softball en 2016, vice-championne du monde en 2012 et 2014 et finaliste de la Coupe du monde de softball en 2017.